# كلية المجتمع بجامعة الملك عبد العزيز
أنشئت كلية المجتمع بجدة عام 1423هـ وتتبع لجامعة الملك عبد العزيز في إدارتها، تقوم فلسفة الكلية على تقديم برامج تعليمية متخصصة للراغبين في تطوير مهاراتهم الوظيفية في مجالات أعمالهم المختارة حيث يتم التركيز على التدريب الميداني الذي يعتبر من أهم احتياجات الموظفين.

## أقسام كلية المجتمع
- قسم الحاسب الآلي وتقنية المعلومات.[1]
- قسم إدارة الأعمال وتقنية المعلومات.[2]
- قسم تقنية المعلومات الصحية.[3]
- قسم المواد العامة.[4]

## الاعتماد الأكاديمي
حصلت كلية المجتمع بجدة على شهادة الاعتماد الأكاديمي الدولي من هيئة الاعتماد الأمريكي (COE)، لتنضم الكلية إلى قائمة (400) كلية تحت مظلة هيئة الاعتماد الأكاديمي الأمريكي، ولتكون أول كلية مجتمع على مستوى العالم العربي تحصل على هذا الاعتماد.

## دبلوم لما بعد مرحلة الباكالوريوس في الموارد البشرية
تقدم كلية المجتمع بجدة - جامعة الملك عبد العزيز دبلوم لما بعد مرحلة الباكالوريوس في الموارد البشرية على أن يكون المتقدم حاصلاً على شهادة الباكلوريوس.

## دورة التعليم والاعتماد الأكاديمي
تقدم كلية المجتمع بجدة دورات تدريبية للأكاديمين الراغبين في تطوير معارفهم عن الاعتماد الأكاديمي حيث ينمتد البرنامج إلى 60 ساعة تدريبية لمدة 10 أيام، تركز الدورة على التعرف على أنظمة الاعتماد الأكاديمي الدولية: المملكة المتحدة والولايات المتحدة الأمريكية،
كما التعرف على إجراءات الحصول على الاعتماد الأكاديمي.

## دورات تدريبية
تنظم كلية المجتمع بجامعة الملك عبد العزيز دورات تدريبية لفائدة أطياف متنوعة من المجتمع سواء كانوا من السعوديين أو من غير السعوديين

## وصلات خارجية
الموقع الرسمي للكلية.